# Rhovanion (království)
Rhovanion je království Seveřanů ve fiktivním světě J. R. R. Tolkiena. Toto království se nachází ve střední části stejnomenného regionu Rhovanionu, mezi Temným hvozdem a jezerem Rhûn. Rhovanion založil Kníže Vidugavia, který sjednotil místní knížata v jednotný celek. Rhovanion bylo nejmocnější království Seveřanů a dominovalo celému Rhovanionu, mezi jeho vazaly patřily i země Dorwinionu a Dolu. Lidé Rhovanionu byli věrnými spojenci Gondoru po dobu 600 let, až do války s Konfederací Východního národu Vozatajů, kteří zdecimovali Gondor i Rhovanion, vytlačili Gondor až za řeku Anduinu a způsobili zánik Království Rhovanionu. Část Seveřanů ale unikla zotročení a stáhla se na severozápad, kde založili Éothéod, malý národ Seveřanů jemuž později Gondor daruje zemi Calenardhon, kde potomci Rhovanionu založí Rohan.

## Dějiny

### Osídlení Rhovanionu a sjednocení Seveřanů
Na počátku Prvního Věku, kolem roku 590, do Rhovanionu z východu dorazili lidé z Edain, kde se rozdělili, a část lidu zůstala v Rhovanionu, a osídlila území mezi Temným (tehdy ještě známý jako Zelený) Hvozdem a jezerem Rhûn, střed Zeleného Hvozdu a údolí řeky Anduiny, severně od Kosatcových polí. Tito lidé utvořili velmi dobré vztahy s trpaslíky z Ereboru a Železných hor, a zajistili si obchodní partnerství s Dorwinionem, zemí Východňanů jejímž hlavním exportem bylo víno. Seveřané, jak se začalo těmto lidem říkat, se kolem roku 1000 Třetího Věku rozdělili na Lesní lid v Zeleném Hvozdu, Lid z Údolí Anduiny, Lid z Dolu a Lid Rhovanionu.
Mezi lidmi Rhovanionu vzniklo mnoho knížectví a zdejší lid si vyvinul kulturu jezdců a chovatelů koní, kterou později zdědil lid Éothéodu a Rohirové. Tato knížectví nebyla ale jednotná a často bojovala proti sobě nebo Východňanům, kteří v průběhu let podnikali útoky na jejich území. Roku 1200 Třetího Věku se ale sjednotili do jednoho celku a vzniklo Knížectví Rhovanionu, které se následně transformovalo na Království Rhovanionu poté co se kníže Vidugavia prohlásil králem Rhovanionu, a během jeho vlády se pod vliv Rhovanionu dostaly země Dorwinionu a Dolu.

### Spojenectví s Gondorem a Občanská Válka Gondoru
Roku 1248 Třetího Věku se Rhovanion pod vedením Vidugavia připojil k expedici regenta krále Minalcara protí Východňanům a uštědřil jim drtivou porážku. Seveřané Rhovanionu se spřátelili s Dúnadany Gondoru a stali se z nich spojenci. Roku 1250 Regent Minalcar vyslal svého syna Valacara jako Velvyslance Gondoru, aby zpevnil přátelství mezi oběma zeměmi, ale Valacar dosáhl ještě lepších výsledků, když si vzal za ženu Vidumavi, dceru krále Vidugavia, a narodil se jim syn Vinitharya, Gondorským jménem znám jako Eldacar. To zaselo problém práva na trůn, kdy mnoho Gondorských stálo proti mísení Dúnadanů a Seveřanů, a jejichž odpor vůči tomu eskalovalo v občanskou válku, když Umbar, Harondor, Harnendor a ostatní jižní provincie společně s Gondorskou flotilou povstali proti mladému králi s cílem dosadit uzurpátora Castamira na trůn. Castamir se zmocnil Osgiliathu a Eldacar uprchl na sever, kde získal podporu Království Rhovanionu a společně se Seveřany v bitvě na brodech řeky Erui porazil Castamira, jenž během bitvy padl. Seveřané dobyli zpět Osgiliath a Eldacar se znovu stal králem Gondoru. Castamirovi stoupenci se ale odmítli podrobit novému králi a společně s Gondorským námořnictvem se stáhnuli do jižních provincií, které se od Gondoru odtrhnuly. Tito povstalci se spojili s koloniemi Černých Númenorejců jižně od Umbaru a Haradskými a stali se z nich umbarští korzáři.

### Invaze Vozatajů a pád Rhovanionu
Roku 1636 zasáhnula Rhovanion společně s Gondorem morová epidemie, která usmrtila mnoho obyvatel Rhovanionu a oslabila moc království. Ještě těžší ránu ale Rhovanionu uštědřila Konfederace Vozatajů z východu, která roku 1856 napadla Gondor a Rhovanion a způsobila běma zemím drtivé porážky, zatlačila Gondor až za řeku Anduinu a dobyla Království Rhovanionu. Mnoho Seveřanů ale uniklo zotročení, a stáhlo se do Gondoru, na západ do údolí Anduiny, na sever k Dolu, nebo na severozápad mezi Šedé Hory a sever Temného Hvozdu, nebo stvořils ohniska odporu proti svým okupantům. Roku 1944 byli Vozatajové s vypětím všech sil Gondorskými poraženi a jejich nadvláda nad Rhovanionem zkolabovala, avšak království Rhovanionu po zbytek Třetího věku zůstalo neobnovené.

### Důsledky pádu
Po pádu Rhovanionu Seveřané, kteří uprchli na severozápad, založili Éothéod, kde všichni zůstali až do vlády správce Ciriona, kdy se lid náčelníka Eorla Mladého vydal na pomoc Gondoru proti Balchotům, které rozdrtili, načež vděčný Cirion jim daroval území Calenardhonu, kde založili Království Rohan.
Je možné, že ve Čtvrtém věku společně s královstvím Arnoru bylo království Rhovanion a jeho populace obnovena, (s největší pravděpodobností Lesníky a lidmi z Dolského království a Dorwinionu.) a království se stalo vazalem nebo i spojencem nově sjednoceného Království Dúnadanů ve vyhnanství, nyní však známé jako Obnovené království Gondoru a Arnoru.